# Sorria, Você Está na Record
O Sorria, Você está na Record era um quadro do programa Show do Tom e posteriormente do Tudo É Possível e do Melhor do Brasil apresentado antes do fim do programa pelos humoristas Shaolin e Pedro Manso. Mostrava pegadinhas feitas internas e externas.